# القير (الجوادية)
القير قرية سورية تتبع ناحية الجوادية في منطقة المالكية التابعة لمحافظة الحسكة. بلغ عدد سكانها 183 نسمة عام 2004.تقع على بعد 6 كم تقريبا إلى الجنوب الشرقي من مدينة الجوادية.